# AN/ALQ-144反制系統
AN/ALQ-144反制系統是美國BAE系統公司旗下山德斯（Sanders）公司研發的紅外線反制系統，主要是提供給直升機反制紅外線導引的地對空飛彈，其衍生型包含AN/ALQ-147與AN/ALQ-157。

## 系統概述
紅外線導引飛彈問世後，用來欺瞞尋標器的熱焰彈也隨之問世；雖然熱焰彈可以誘騙尋標器，但它是一次性消耗品，戰場上可攜式防空飛彈密度趨增，且旋翼機需要久待火線，可以持續使用的干擾手段成為工程師下一步研製目標。
AN/ALQ-144可以安裝在直升機的頂部或這是機身下方，系統的外觀呈圓桶形，有許多鏡片以多角形圍繞在外側。這個圓桶形的裝置在啟動時，透過電力加熱碳化矽的方式產生紅外線訊號。早期紅外線導引飛彈需要仰賴射手將目標與瞄準儀的十字瞄準線對準，生成穩定追蹤信號，進而確保飛彈命中目標；ALQ-144產生的熱輻射訊號可以混淆瞄準儀，進而迷惑飛彈的尋標頭而達到欺騙與干擾的效果。衍生型AN/ALQ-147是提供給定翼機使用的反制系統。
不過，在紅外線尋標器增加玫瑰花瓣式掃描（rosette-pattern image scanning）模式功能後，這款干擾器逐漸失去功效，直到ALQ-144A研發後才扳回一成。目前已經有超過8000套系統使用在包括美國三軍以及其它23個國家的直升機及固定翼機上，2004年的採購價格為40000美元一套。
1991年波斯灣戰爭期間，ALQ-141A緊急運交給駐沙烏地阿拉伯的美軍直升機上，並有成功誘騙伊軍使用的9K34防空飛彈與9K38防空飛彈，到戰爭結束前約有2／3的AH-64阿帕契直升機完成升級。但在戰爭中還是有AH-64遭9K34擊落。
由於ALQ-144的多角柱與迪斯科球有異曲同工之妙，因此美軍也用迪斯可球稱呼這款裝備。

## 衍生型
ALQ-144
基本型
ALQ-144A
1980年研發，對應第二世代紅外線尋標器的性能升級型
(V)1：旋翼機配備，包括UH-1H、AH-1F/G、AH-1W、OH-58D、UH-60、韋斯特蘭山貓直升機、SA330美洲獅直升機、歐直AS332超級美洲獅直升機等
(V)3：主要配備在攻擊直升機上，包括AH-64、奧古斯塔偉士蘭A129野馬直升機
(V)5：主要配備於特戰直升機，較(V)1的輸出功率增加，且可手動選擇干擾模式。配備在VH-3D海軍陸戰隊一號專機、MH-60R、VH-60等
(V)6：主要配備在MH-60S
ALQ-144B
(V)1/3：由A(V)1、(V)3升級
(V)5：由A(V)5升級
ALQ-144C：
改善高砂塵環境下訊號產生效果
ALQ-147
固定翼機版本，安裝在150加侖油箱，由航空燃油提供熱訊號燃料，主要由OV-10安裝
ALQ-147A
固定翼機版本，同144A改良內容
ALQ-157
大型機C-130運輸機、CH-47 契努克使用版本，因應掩護載體較大，干擾器分成2具設於掩護前後半球
ALQ-157M
反制新型紅外線導引飛彈的近代化改良版本

## 外部連結
- FAS（页面存档备份，存于）
- BAE Systems：an/alq-144 infrared countermeasures set（页面存档备份，存于）